# Sven-Erik Danielsson
Sven-Erik Oskar Danielsson (ur. 10 lutego 1960 w Dala-Järna) – szwedzki biegacz narciarski, srebrny medalista mistrzostw świata juniorów.

## Kariera
W 1979 roku wystąpił na mistrzostwach świata juniorów w Mont-Sainte-Anne, gdzie zajął szóste miejsce w biegu na 15 km techniką klasyczną, a w sztafecie zdobył srebrny medal.
W Pucharze Świata zadebiutował 7 marca 1982 roku w Lahti, zajmując 16. miejsce w biegu na 50 km. Tym samym już w swoim debiucie zdobył pierwsze pucharowe punkty. Nigdy nie stanął na podium zawodów tego cyklu, najlepszy wynik osiągając 14 stycznia 1983 roku w Reit im Winkl, kończąc rywalizację w biegu na 15 km na czwartej pozycji. W zawodach tych walkę o trzecie miejsce przegrał z reprezentantem gospodarzy, Stefanem Dotzlerem. Najlepsze wyniki osiągnął w sezonie 1984/1985, kiedy zajął jedenaste miejsce w klasyfikacji generalnej.
W 1980 roku wziął udział w igrzyskach olimpijskich w Lake Placid, gdzie zajął 18. miejsce w biegu na 15 km. Na rozgrywanych cztery lata później igrzyskach w Sarajewie był w tej samej konkurencji piętnasty. Był też między innymi piąty w sztafecie podczas mistrzostw świata w Oslo w 1982 roku.

## Osiągnięcia

### Igrzyska olimpijskie
| Miejsce | Dzień     | Rok  | Miejscowość | Konkurencja             | Czas biegu | Strata   | Zwycięzca       |
| ------- | --------- | ---- | ----------- | ----------------------- | ---------- | -------- | --------------- |
| 18.     | 17 lutego | 1980 | Lake Placid | 15 km stylem klasycznym | 41:57,63   | +1:43,36 | Thomas Wassberg |
| 15.     | 13 lutego | 1984 | Sarajewo    | 15 km stylem klasycznym | 41:25,6    | +1:30,3  | Gunde Svan      |

### Mistrzostwa świata
| Miejsce | Dzień     | Rok  | Miejscowość | Konkurencja        | Czas biegu | Strata  | Zwycięzca       |
| ------- | --------- | ---- | ----------- | ------------------ | ---------- | ------- | --------------- |
| 5.      | 25 lutego | 1982 | Oslo        | Sztafeta 4 × 10 km | 1:56:27,6  | +3:11,8 | Norwegia · ZSRR |

### Mistrzostwa świata juniorów
| Miejsce | Dzień     | Rok  | Miejscowość      | Konkurencja             | Wynik      | Strata | Zwycięzca       |
| ------- | --------- | ---- | ---------------- | ----------------------- | ---------- | ------ | --------------- |
| 6.      | 16 lutego | 1979 | Mont-Sainte-Anne | 15 km stylem klasycznym | 43:51,76   | +58,34 | Thomas Eriksson |
| 2.      | 18 lutego | 1979 | Mont-Sainte-Anne | Sztafeta 3 × 10 km      | 1:28:33,10 | +38,41 | ZSRR            |

### Puchar Świata

#### Miejsca w klasyfikacji generalnej
- sezon 1981/1982: 47.
- sezon 1982/1983: 21.
- sezon 1983/1984: 34.
- sezon 1984/1985: 11.
- sezon 1985/1986: 37.
- sezon 1986/1987: 35.
- sezon 1988/1989: 53.
- sezon 1992/1993: 44.
- sezon 1993/1994: 68.
- sezon 1994/1995: 44.

#### Miejsca na podium
Danielsson nigdy nie stanął na podium zawodów PŚ.